# القصر (قنا)
قرية القصر هي إحدى القرى التابعة لمركز نجع حمادى في محافظة قنا في جمهورية مصر العربية. حسب إحصاءات سنة 2006، بلغ إجمالي السكان في القصر 13151 نسمة، منهم 6802 رجل و6349 امرأة.